# Бекирлија
Бекирлија (мкд. Бекирлија) је насеље у Северној Македонији, у средишњем делу државе. Бекирлија је село у саставу општине Лозово.

## Географија
Бекирлија је смештена у средишњем делу Северне Македоније. Од најближег града, Велеса, насеље је удаљено 20 km источно.
Насеље Бекирлија се налази у југозападном делу историјске области Овче поље. Оно смештено на месту где поље прелази у горје, које се пружа јужно, ка реци Брегалници. Надморска висина насеља је приближно 220 метара.
Месна клима је блажи облик континенталне због близине Егејског мора (жарка лета).

## Становништво
Бекирлија је према последњем попису из 2002. године имала 5 становника.
Већинско становништво су етнички Турци (100%).
Претежна вероисповест месног становништва је ислам.